# Philenora aspectella
Philenora aspectella är en fjärilsart som beskrevs av George Francis Hampson 1900. Philenora aspectella ingår i släktet Philenora och familjen björnspinnare. Inga underarter finns listade i Catalogue of Life.